# Куфа (міра рідини)
Куфа (від давн.в-нім. kuofa) — українська міра рідини у XVII—XVIII століттях (наприклад, для горілки). Слово куфа, кухва буквально означає «бочка».
Одна куфа на Лівобережній Україні дорівнювала 40 відрам горілки або води (XVII—XVIII ст.). Відро київське містило 8,5 л, московське — 12,5 л рідини.
Словник Даля визначає куфу як міру у 30 кварт.

## Приклад з літератури
|  | …Незалежно від цього, з огляду на майбутній похід, послані були до самої Січі від гетьмана подарунки — кулька штук сукна, полутузинків, 10 куф горілки на кожний курінь і 500 золотих на сторожку крім того, особливо на церкву січову 300 золотих. Посилаючи такі подарунки в Кіш, Мазепа наказував запорожцям натомість того негайно розірвати з бусурманами перемир'я і готуватися до походу в Крим. Оригінальний текст (рос.) [...Независимо от этого, ввиду предстоящего похода, посланы были в самую Сичь от гетмана подарки — несколько штук сукна, полутузинков, 10 куф горилки на каждый курень и 500 золотых на сторожку кроме того, особо на церковь сичевую 300 золотых. Посылая такие подарки в Кош, Мазепа приказывал запорожцам взамен того немедленно разорвать с бусурманами перемирие и готовиться к походу в Крым.] Помилка: [undefined] Помилка: {{Lang}}: немає тексту (допомога): текст вже має курсивний шрифт (допомога) |

Куфа використовувалася у середньовіччі на солеварнях і описана у «De Re Metallica» Георга Агріколи (1556 р.):
| Зачерпана з колодязя солона вода розливається в цебра, доставляється в солеварню носіями і виливається в куфу. |